# John Metgod
John Metgod (Amszterdam, 1958. február 27. –) válogatott holland labdarúgó, hátvéd, edző.

## Pályafutása

### Klubcsapatban
A DWS korosztályos csapatában kezdte a labdarúgást. Az 1975–76-os idényben a HFC Haarlem első csapatában mutatkozott be. 1976 és 1982 között az alkmaari AZ játékosa volt, ahol egy bajnoki címet és három holland kupa győzelmet szerzett a csapattal. Tagja volt az 1980–81-es UEFA-kupa döntős együttesnek. 1982 és 1984 között a spanyol Real Madrid labdarúgója volt. 1982–83-ban KEK-döntős volt a csapattal. 1984 és 1988 között Angliában játszott. Három idényen át a Nottingham Forest, egy szezonon át a Tottenham Hotspur játékosa volt. 1988-ban hazatért és a Feyenoordhoz igazolt, ahol egy bajnoki címet és három holland kupa győzelmet szerzett a csapattal. 1994-ben fejezte be az aktív labdarúgást. 

### A válogatottban
1978 és 1983 között 21 alkalommal szerepelt a holland válogatottban és négy gólt szerzett. Tagja volt az 1980-as olaszországi Európa-bajnokságon részt vevő csapatnak.

### Edzőként
1995 és 2007 között az SBV Excelsior és a Feyenoord csapatainál dolgozott, többnyire segédedzőként. Az Excelsiornak két alkalommal (1996–97, 2004–05), A Feyenoordnak egyszer (1997, megbízottként) volt a vezetőedzője. 2008–09-ben az angol Portsmouth, majd  azt követően 2013-ig a Derby County segédedzője.

## Sikerei, díjai
AZ
- Holland bajnokság
  - bajnok: 1980–81
- Holland kupa (KNVB beker)
  - győztes: 1978, 1981, 1982
- UEFA-kupa
  - döntős: 1980–81

 Real Madrid
- Spanyol bajnokság
  - 2.: 1982–83, 1983–84
- Kupagyőztesek Európa-kupája (KEK)
  - döntős: 1982–83

 Feyenoord
- Holland bajnokság
  - bajnok: 1992–93
- Holland kupa (KNVB beker)
  - győztes: 1991, 1992, 1994
- Holland szuperkupa
  - győztes: 1991

## Statisztika

### Mérkőzései a holland válogatottban
| Hollandia | Hollandia            | Hollandia                              | Hollandia     | Hollandia | Hollandia   | Hollandia    | Hollandia | Hollandia |
| #         | Dátum                | Helyszín                               | Hazai         | Eredmény  | Vendég      | Kiírás       | Gólok     | Esemény   |
| --------- | -------------------- | -------------------------------------- | ------------- | --------- | ----------- | ------------ | --------- | --------- |
| 1.        | 1978. november 15.   | Rotterdam, Feijenoord Stadion          | Hollandia     | 3 – 0     | NDK         | Eb-selejtező | -         | 46'       |
| 2.        | 1978. december 20.   | Düsseldorf, Rheinstadion               | NSZK          | 3 – 1     | Hollandia   | barátságos   | -         | 62'       |
| 3.        | 1979. február 24.    | Milánó, Giuseppe Meazza Stadion        | Olaszország   | 3 – 0     | Hollandia   | barátságos   | -         | 70'       |
| 4.        | 1979. március 28.    | Eindhoven, Philips Sportpark           | Hollandia     | 3 – 0     | Svájc       | Eb-selejtező | 1         | 53' 84'   |
| 5.        | 1979. május 2.       | Chorzów, Stadion Śląski                | Lengyelország | 2 – 0     | Hollandia   | Eb-selejtező | -         | 73'       |
| 6.        | 1979. május 22.      | Bern, Wankdorfstadion (SUI)            | Argentína     | 0 – 0     | Hollandia   | barátságos   | -         | 80'       |
| 7.        | 1979. szeptember 5.  | Reykjavík, Laugardalsvöllur            | Izland        | 0 – 4     | Hollandia   | Eb-selejtező | 1         | 46' 48'   |
| 8.        | 1980. szeptember 10. | Dublin, Lansdowne Road                 | Írország      | 2 – 1     | Hollandia   | vb-selejtező | -         | 46'       |
| 9.        | 1980. október 11.    | Eindhoven, Philips Sportpark           | Hollandia     | 1 – 1     | NSZK        | barátságos   | -         | 46'       |
| 10.       | 1980. november 19.   | Brüsszel, Heysel Stadion               | Belgium       | 1 – 0     | Hollandia   | vb-selejtező | -         | 26'       |
| 11.       | 1981. január 6.      | Montevideo, Estadio Centenario (URU)   | Olaszország   | 1 – 1     | Hollandia   | Mundialito   | -         | 59'       |
| 12.       | 1981. február 22.    | Groningen, Stadion Oosterpark          | Hollandia     | 3 – 0     | Ciprus      | vb-selejtező | -         |           |
| 13.       | 1981. április 29.    | Nicosia, Makário Stadion               | Ciprus        | 0 – 1     | Hollandia   | vb-selejtező | -         |           |
| 14.       | 1981. szeptember 1.  | Zürich, Hardturm stadion               | Svájc         | 2 – 1     | Hollandia   | barátságos   | 1         | 77'       |
| 15.       | 1981. október 14.    | Rotterdam, Feijenoord Stadion          | Hollandia     | 3 – 0     | Belgium     | vb-selejtező | 1         | 6'        |
| 16.       | 1981. november 18.   | Párizs, Parc des Princes               | Franciaország | 2 – 0     | Hollandia   | vb-selejtező | -         | 46'       |
| 17.       | 1982. március 23.    | Glasgow, Hampden Park                  | Skócia        | 2 – 1     | Hollandia   | barátságos   | -         |           |
| 18.       | 1982. április 14.    | Eindhoven, Philips Sportpark           | Hollandia     | 1 – 0     | Görögország | barátságos   | -         |           |
| 19.       | 1982. május 25.      | London, Wembley Stadion                | Anglia        | 2 – 0     | Hollandia   | barátságos   | -         | 71'       |
| 20.       | 1982. szeptember 22. | Rotterdam, Feijenoord Stadion          | Hollandia     | 2 – 1     | Írország    | Eb-selejtező | -         | 46'       |
| 21.       | 1983. február 16.    | Sevilla, Ramón Sánchez Pizjuan Stadion | Spanyolország | 1 – 0     | Hollandia   | Eb-selejtező | -         | 72'       |
|           | Összesen             |                                        |               | 21        | mérkőzés    |              | 4         | gól       |